# تپه سویدل
تپه سویدل مربوط به سده‌های اولیه دوران‌های تاریخی پس از اسلام است و در شهرستان میانه، بخش مرکزی، دهستان کله بوز شرقی، ۱ کیلومتری جنوب غربی روستای قراجه واقع شده و این اثر در تاریخ ۱۵ اسفند ۱۳۸۵ با شمارهٔ ثبت ۱۷۹۲۴ به‌عنوان یکی از آثار ملی ایران به ثبت رسیده است.